# Günther Weidlinger
Günther Weidlinger, född 5 april 1978, är en friidrottare från Österrike. Han deltog vid olympiska sommarspelen 2000, olympiska sommarspelen 2004, olympiska sommarspelen 2008 och olympiska sommarspelen 2012.